# Mingo Junction
Mingo Junction és una població dels Estats Units a l'estat d'Ohio. Segons el cens del 2000 tenia 3.631 habitants.

## Demografia
Segons el cens del 2000, Mingo Junction tenia 3.631 habitants, 1.542 habitatges, i 1.062 famílies. La densitat de població era de 551,9 habitants/km².
Dels 1.542 habitatges en un 25,6% hi vivien nens de menys de 18 anys, en un 51,8% hi vivien parelles casades, en un 12,9% dones solteres, i en un 31,1% no eren unitats familiars. En el 27,6% dels habitatges hi vivien persones soles el 15% de les quals corresponia a persones de 65 anys o més que vivien soles. El nombre mitjà de persones vivint en cada habitatge era de 2,35 i el nombre mitjà de persones que vivien en cada família era de 2,84.
Per edats la població es repartia de la següent manera: un 21,1% tenia menys de 18 anys, un 6,5% entre 18 i 24, un 25,6% entre 25 i 44, un 26,8% de 45 a 60 i un 20% 65 anys o més.
L'edat mediana era de 43 anys. Per cada 100 dones de 18 o més anys hi havia 84,8 homes.
La renda mediana per habitatge era de 30.196 $ i la renda mediana per família de 40.326 $. Els homes tenien una renda mediana de 37.969 $ mentre que les dones 20.809 $. La renda per capita de la població era de 16.062 $. Aproximadament el 10,8% de les famílies i el 12,8% de la població estaven per davall del llindar de pobresa.

## Poblacions més properes
El següent diagrama mostra les poblacions més properes.